# Libuše Valentová
Libuše Valentova (* 8. srpna 1945, Knínice) je česká rumunistka, literární teoretička, překladatelka a pedagožka.

## Život
Narodila se 8. srpna 1945 v Knínicích v okrese Blansko. Po ukončení základní školy navštěvovala Střední všeobecněvzdělávací školu v Boskovicích, kde maturovala v roce 1963. Potom studovala na Filozofické fakultě Univerzity Karlovy obor francouzština a rumunština (1963 – 1968), poté pokračovala rozšiřujícím studiem oboru italština (1968 – 1972). Ná téže fakultě pokračovala interní aspiranturou v oboru rumunská literatura (1976 – 1980) a rigorózní zkouškou v oboru dějiny rumunské literatury (1982). V roce 1984 obhájila kandidátskou disertační práci „Románová tvorba George Călinesca”.
Odbornou praxi získala jako dokumentátorka v Ústavu dějin východní Evropy ČSAV a metodička jazykových kurzů v Obvodním kulturním domě Praha 3. V časopisech Literární noviny, Tvar, A2 a dalších publikovala řadu překladů i recenzí děl rumunských básníků, prozaiků a esejistů. V letech 1980–2011 vyučovala odborné předměty v Ústavu románských studií FFUK, kde od roku 2011 působí na Katedře jihoslovanských a balkanistických studií.

## Dílo

### Publikace
- 1984 - Slovník spisovatelů – Rumunsko, (vedoucí autorského kolektivu Marie Kavková, autorský podíl: 100 hesel), Odeon, Praha
- 1997 - Stručný přehled osobností z dějin rumunského výtvarného umění, FFUK
- 2000 - Mihai Eminescu v české kultuře (spolu s Jiřím Našincem), Česko-rumunská společnost, Praha
- 2001 - Slovník rumunských spisovatelů (kolektiv autorů pod vedením L. Valentové), Libri, Praha
- 2006 -  Balada Mioriţa v českých překladech / Balada Mioriţa în limba cehă (spolu s Jiřím Našincem), Česko-rumunská společnost, Praha

### Překlady

#### z francouzštiny
- 1993 - Catherine Chalier: O filosofii Emmanuela Lévinase (spolu s Janem Sokolem a Milošem Rejchrtem), nakl. Ježek, Praha
- 1995 - Catherine Chalier: Tři komentáře k filosofii Hanse Jonase a Emmanuela Lévinase, nakl. Ježek, Praha
- 2000 - Tzvetan Todorov: Poetika prózy (spolu s Jiřím Pelánem), Triáda, Praha

#### z rumunštiny (výběr)
- 1992 - Překlady z rumunské literatury do češtiny 1900-1991, tisk Petr Kliment, Praha
- 1997 - Stručný přehled osobností z dějin rumunského výtvarného umění (doplňkový text k přednášce z rumunských reálií), FFUK Praha
- 2008 - Překlady pro antologii Tahle čtvrť je naše (Současní rumunští básníci), AB-ART, Praha/Bratislava 2008 (15 básní autorů: Hanna Bota, Ion Cristofor, Gabriel Chifu)
- 2008 - Překlad divadelní hry Lia Bugnar: Až zaprší (Stă să plouă), premiéra 16. 4. 2008 v divadle Rubín, Praha, režie: Jiří Trnka.
- 2013 - Ioan Es. Pop: 12 básní a Nicolae Prelipceanu:10 básní, in: Konec slavnosti (4 současní rumunští básníci), s. 5-24. a s. 69-90 nakladatelství Petr Štengl, Praha, ISBN 978-80-87563-14-4.
- 2020 - Ana Blandiana: Řeka s jedním břehem (antologie). Festival spisovatelů Praha 2020, 84 s. ISBN 978-80-905707-1-9.

### Sborníky
- 2005 - Primul simpozion internaţional de studii româneşti din Cehia / První mezinárodní symposium české Rumunistiky, (2. editor: Eugenia Bojoga), Rumunské oddělení ÚRS FFUK a Česko-rumunská společnost, Praha
- 2008 - Mircea Eliade v evropském kontextu / Mircea Eliade în context european, Rumunské oddělení ÚRS FFUK a Česko-rumunská společnost, Praha
- 2009 - Ipostaze ale identităţii româneşti, Rumunské oddělení ÚRS FFUK a Česko-rumunská společnost, Praha

## Ocenění
- 1991 - Cena Svazu rumunských spisovatelů za popularizaci rumunské literatury v zahraničí
- 2000 - Medaile za zásluhy, udělena k 10. výročí Univerzity Hyperion v Bukurešti
- 2002 - Řád "Za věrné služby", udělený prezidentem Rumunska